# كيم يوغيوم
كيم يوقيوم، عضو في فرقة GOT7 (قوتسفن)
الأسم : Kim Yu-gyeom
الاسم بالكوريه : 유겸
الأسم بالعربية : كيم يوقيوم
تاريخ الميلاد: 17 نوفمبر 1997
كوريا
الاختصاص: الماكني مغني راقص رابر

## وصلات خارجية
- كيم يوغيوم على موقع ميوزك برينز (الإنجليزية)
- كيم يوغيوم على موقع ديسكوغز (الإنجليزية)

1. ↑  나무위키 (بالكورية), QID:Q19832999